# 오카자키성

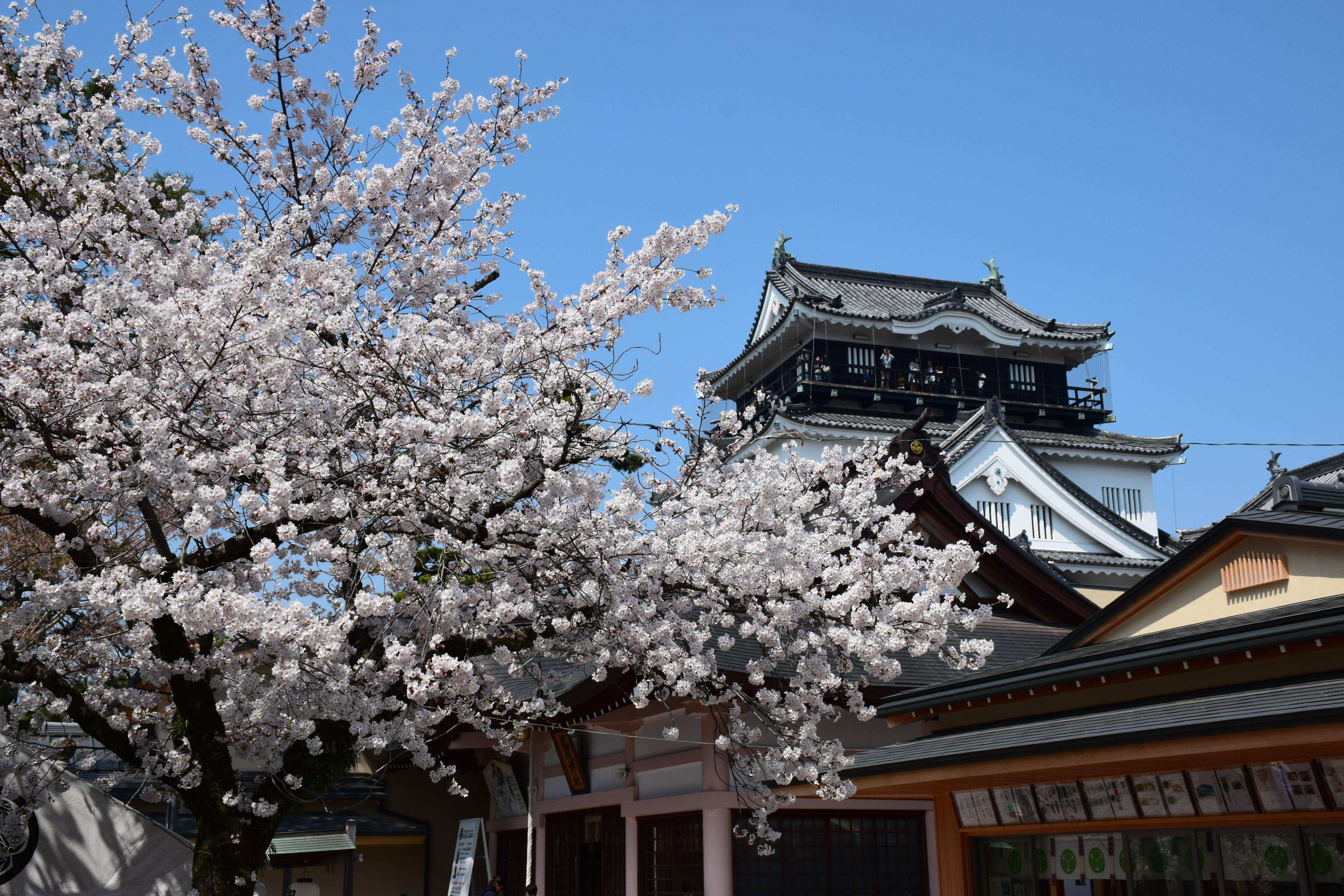
오카자키성의 천수

오카자키성(일본어: 岡崎城 오카자키조[*])은 아이치현 오카자키시 고세이정에 있는 제곽식 평산성이다. 에도 시대에는 오카자키번의 번청으로 사용되었다. 에도 막부의 초대 쇼군 도쿠가와 이에야스의 탄생지로 익히 알려져 있다. 다쓰키(龍城)라는 별칭이 있다.

## 개요
스고강과 야하기강의 합류지점에 있는 류토산에 지어진 성이다. 미카와국 슈고 가문인 니키 가문(仁木氏)의 가신 사이고 요리쓰구가 1452년에서 1455년경에 쌓은 성채가 그 시초로 당시에는 류토 산성으로 불렸다. 오카자키성으로의 모습을 갖춘 시기는 마쓰다이라 기요야스(안쇼 마쓰다이라 가문)가 사이고 노부사다(후일 마쓰다이라 마사야스, 오쿠사 마쓰다이라 가문)부터 성을 탈취해 안쇼성에서 오카자키성으로 거처를 옮긴 1531년 무렵이다.
오카자키성은 원래 작은 언덕인 류토산 정상에 지어진 평산성이었지만, 1600년~1645년에 걸쳐 대폭 개수되어 평성인 모습으로 변했다. 이 무렵인 1617년 혼마루에 복합연결식 3층3계의 천수가 세워졌다.
혼마루의 북쪽에는 지부쓰도 구루와, 그 북쪽 아래에는 니노마루, 그 북쪽에는 기타노 구루와, 니노마루 동쪽에는 산노마루와 히가시노 구루와, 그 동쪽에는 비젠 구루와와 오테 문이 있는 조루리 구루와를 두었고, 혼마루와 니노마루 서쪽 아래에 사카타니 구루와를, 그 서쪽에는 시라야마 구루와와 가라메테 문이 있는 히에다 구루와가 있으며, 혼마루 남쪽 스고 강에 인접한 스고 구루와가 있다. 또, 북쪽으로 6겹의 해자로 둘러쳐 있고, 서쪽에는 4겹의 해자로 방비된 도카이 지방에서 손꼽힐 만한 대규묘의 성이었다. 불행히도, 1873년 폐성령에 따라 성의 건조물 및 토지는 민간에 불하 되어 현재 남아 있는 것으로는 혼마루 주변의 구루와와 석벽, 해자만 남아 있다. 현재 성터는 오카자키 공원으로 정비되었고, 성의 상징인 천수는 1959년 철근콘크리트 구조로 재건된 것이다.